# Thomas Graals bästa barn
Thomas Graals bästa barn è un film svedese del 1918, diretto da Mauritz Stiller. 

## Trama
Il giorno stesso del matrimonio fra lo scrittore Thomas Graal e Bessie si sviluppa fra loro un litigio a proposito delle rispettive aspettative sul sesso del loro futuro primo figlio: lei vorrebbe una femmina, che intende chiamare Lillian, lui un maschio. A motivo di questa diatriba essi passano i primi giorni della propria vita in comune in una mutua segregazione, il che preoccupa la servitù, che chiede alla madre di Bessie di intervenire. Ma il conflitto si risolve di lì a poco, quando Thomas è punto nel proprio orgoglio e scaccia un uomo un poco alticcio che aveva iniziato a fare la corte alla moglie.
A tempo debito nasce Lillianus, un maschio, ma fra i coniugi si ripropone, in modo meno esplosivo e più strisciante, un conflitto vertente sulle differenti concezioni pedagogiche dei due costituenti la coppia: intransigente e rigorosa lei, lui più rilassato e alla mano.
Ma il vero motivo del disagio di Thomas viene appreso da Bessie solo dopo aver letto il racconto che il marito ha appena finito di scrivere: a lui mancano gli atteggiamenti seduttivi ed erotici che erano propri della moglie, prima che li abbandonasse per dedicarsi completamente ed esclusivamente a Lillianus. Bessie comprende, e, non senza reciproca soddisfazione, si adegua al dettato letterario. 